# Borșa-Cătun
Borșa-Cătun – wieś w Rumunii, w okręgu Kluż, w gminie Borșa. W 2011 roku liczyła 69 mieszkańców.